# Verdon (Dakota du Sud)
Pour les articles homonymes, voir Verdon.
Verdon est une municipalité américaine située dans le comté de Brown, dans l'État du Dakota du Sud. Selon le recensement de 2010, elle compte 5 habitants. La municipalité s'étend sur 0,25 milles carrés (0,65 km2).

## Histoire
La ville est fondée en 1886, sur la ligne du North Western Railroad. Les habitants de la région, dont beaucoup étaient d'origine française, souhaitaient un nom français pour leur ville. Elle est ainsi nommée en référence à la ville de Verdun.

## Démographie
| 1910 | 1920 | 1930 | 1940 | 1950 | 1960 |
| ---- | ---- | ---- | ---- | ---- | ---- |
| 136  | 90   | 69   | 65   | 34   | 28   |

| 1970 | 1980 | 1990 | 2000 | 2010 | - |
| ---- | ---- | ---- | ---- | ---- | - |
| 18   | 7    | 7    | 6    | 5    | - |